# Зевс и Юпитер на монетах Античности
Зевс (др.-греч. Ζεύς), Юпитер (лат. Iuppiter) — бог в греко-римской мифологии, часто изображался на античных монетах.

## Зевс и Юпитер в греко-римской мифологии
Зевс в греческой мифологии — сын Кроноса и Реи, высшее божество, «отец богов и людей»; его главный культ находился в священной области Олимпии (на Пелопоннесском полуострове). У римлян почитался как главный и государственный бог в храме на Капитолии (храм-крепость в Древнем Риме).
Различные свойства, которые приписывались греками Зевсу наряду с его основной функцией, находят выражение в его многочисленных прозваниях, например: «Zeus Soter» («Зевс — спаситель в беде»), «Zeus Dodonaios» («Зевс — защитник оракула в Додоне», северо-западная Греция), «Zeus Horkios» («Зевс — защитник святости клятвы»), «Zeus Eleutherios» («Зевс — защитник свободы»), «Zeus Nikephoros» («Зевс — дарующий свободу»), «Zeus Xenios» («Зевс — защитник гостеприимства»); в римском культе: «Jupiter Optimus Maximus» («Юпитер — верховное божество»), «Jupiter Tonans» («Юпитер-громовержец»), «Jupiter Fulgur» («Юпитер — бог грозы»), «Jupiter Stator» («Юпитер — бог стойкости»), «Jupiter Terminus» («Юпитер — защитник границ») и т. д..

## Зевс и Юпитер на монетах
На многих греческих и римских монетах встречаются самые различные изображения Зевса (Юпитера): голова с густыми волосами и в лавровом венке, с окладистой бородой; шагающий обнажённый Зевс, держащий на ладони вытянутой руки орла; Зевс на троне, часто со статуэткой Ники в правой руке; Зевс, стоящий в военных доспехах, и так далее. Главные атрибуты Зевса — орёл, скипетр и жезл.
Изображения Зевса встречаются на золотых статерах Мизии, Бактрии и Киренаики. Образ Юпитера чеканился на ауреусах Нерона, Траяна, Адриана, Александра Севера, Гордиана III, Галлиена, Лициния II Младшего.